# Дочь Ивана, мать Ивана
«Дочь Ивана, мать Ивана» — повесть российского писателя Валентина Распутина, опубликованная в 2003 году. В основе сюжета лежит история женщины из сибирского города, застрелившей насильника своей несовершеннолетней дочери. Произведение было неоднозначно встречено критиками, многие из которых негативно оценивали упоминание в повести национальности насильника, который по сюжету является азербайджанцем, торгующим на рынке.
Впервые была опубликована в иркутском журнале «Сибирь» (№ 4, 2003), затем в московском «Наш современник» (№ 11, 2003). Позднее выпущена книгой в издательстве «Молодая гвардия». Повесть попала в шорт-лист премии «Национальный бестселлер», набрав шесть баллов. В 2005 году в Китае произведение было названо одним из лучших зарубежных произведений иностранных авторов, получив награду конкурса «Лучший зарубежный роман XXI века», проводимого Издательством народной литературы.
По словам писателя, название повести он выбрал благодаря переписке со своей знакомой, работавшей с ним в 1960-е годы в красноярской газете: «в одном из писем она написала, мол, не жалуйся на судьбу, у меня ведь тоже судьба трудная, „у дочери Ивана, матери Ивана“… И я взял тогда (с её разрешения) эти слова для названия почти готовой повести». В 2007 году Распутин отметил, что не вполне доволен работой, написанной после долгого перерыва в творчестве.

## Сюжет
Главная героиня повести — Тамара Ивановна, у которой есть 16-летняя дочь Светка. После девятого класса Светка окончила курсы продавцов, начав затем искать работу на городском рынке. В один из дней она подвергается изнасилованию со стороны рыночного торговца-азербайджанца, который в течение дня угрозами удерживал её. После задержания преступника родными и друзьями потерпевшей Тамара Ивановна надеется на его наказание. Но сотрудники прокуратуры, исказив результаты медицинской экспертизы и получив взятку, готовят освобождение под залог. Тамара Ивановна приносит в здание прокуратуры обрез, спрятанный в сумку, и убивает насильника (непосредственно перед моментом его освобождения). После суда она попадает в тюрьму. В конце повести, отсидев 4,5 лет из 6, Тамара Ивановна досрочно выходит на свободу.

## Отзывы критики
В ряде рецензий на повесть критики сосредоточили внимание на том, что преступником в произведении является «кавказец».
Писатель Алексей Варламов заявил: «за какие бы темы он ни брался, как бы их ни осмыслял, главное, чего у него не отнять, — это мужества и стойкости русского писателя, русского человека перед лицом великой беды. Именно об этом говорят его произведения последних лет и особенно горестная, пронзительная повесть „Дочь Ивана, мать Ивана“».
Критически отозвался о повести поэт Дмитрий Быков. Он выделяет положительные, на его взгляд, моменты: «Ох, как прав Валентин Григорьевич. И за то, что его „душа не пускает“ ни в антисемитские, ни в антикавказские ряды, за то, что он писатель, а не адепт расправ, защитник страдальцев, а не боевиков, за то, что в ужасе и брезгливости отдергивается его душа от грубой и нерассуждающей силы — будь то сила „либерально-демократическая“, кавказская или погромная, — я буду его любить преданной читательской любовью». Позднее Быков писал: «Повесть Распутина написана неровно — в деталях и частностях очень сильна, в теоретических и идеологических авторских монологах дидактична и слаба».

… это же нашествие — все эти чёрные, жёлтые, пегие… они ведут себя, как завоеватели, мы для них быдло. Да!
Да ведь мы все, если разобраться, струсили… А мы, вместо того, чтобы поганой метлой их, рты разинули, уши развесили. И хлопали своими слепыми глазёнками, пока обдирали нас, как липку, растаскивали нашу кровную собственность по всему белу свету. А нас носом в развалины: вот тебе, вот тебе, ничтожество и дикарь, знай своё место. Ну и что? Стерпели, как последние холопы. Если кто и пикнул — не дальше собственного носа. … В водочке захлебнулись? И это есть: может, на треть захлебнулись. А остальные где? Где остальные?
И кажется мне, что мы какую-то штуковину в себе обронили … А деталька такая, что без неё всё ходовое хозяйство теряет натяг.
— 